# Florent d'Illiers
Issu d'une vieille noblesse de Beauce, Florent d'Illiers, né vers 1400 et mort au début du mois août 1475, est un chevalier, seigneur d'Illiers. Tout d'abord capitaine de la ville de Châteaudun, il est nommé, en 1457, gouverneur et bailli de Chartres par Charles VII. Pendant la dernière phase de la guerre de Cent Ans, il est l'un des capitaines de l'armée du royaume de France. Il s'illustre lors du siège d'Orléans aux côtés de Jeanne d'Arc, mais c'est principalement auprès de Jean de Dunois dont il est un proche conseiller qu'il combattra.

## Un seigneur de l'Orléanais

### Entre Illiers et Châteaudun

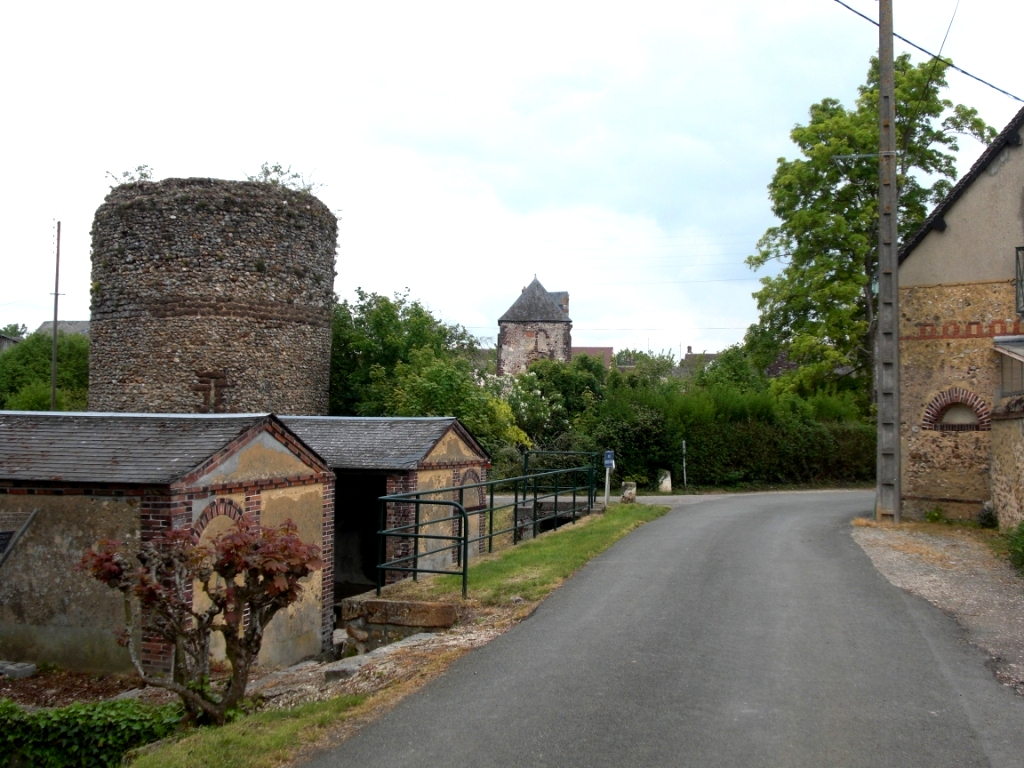
Château d'Illiers : Une tour ruinée et l'entrée de la seconde enceinte en fond.

Florent d'Illiers est le fils de Pierre d'Illiers, ayant dans une ascendance la maison de Montoire-Vendôme et d'Alix de Chaumont, sa première femme. Le 14 février 1421, il se marie avec Jeanne de Coutes, petite-fille de Jean Le Mercier et sœur de Louis de Coutes, page de Jeanne d'Arc. 
Il entreprend la reconstruction de l'église Saint-Jacques en 1453 sur le site même d'une église romane du XIe siècle détruite par les Anglais. L'élévation complète de l'église fut effective en 1497. Il s'attacha également à entretenir la ville ainsi que les forteresses du château d'Illiers, par le biais d'un droit d'aides octroyé par Louis XI en 1474.
La famille d'Illiers s'installa dans la place forte de Châteaudun en 1414, laissant la sécurité d'Illiers à Jean de Faverolles. Châteaudun étant alors à l'avant-garde contre les troupes anglo-bourguignonnes. Des archers écossais, des mercenaires espagnols et des nobles venus de tout le royaume s'y côtoient. Il devient capitaine de Châteaudun en 1429.

## Au service du «roi de Bourges»

### Campagne de la Loire
En 1429, Florent d'Illiers est un capitaine respecté au sein de la noblesse du royaume et parmi la population de l'Orléanais. En provenance de Châteaudun où il a repoussé une attaque anglaise, Florent d'Illiers avec le frère de La Hire, et surtout 400 hommes, arrivent à Orléans le 28 avril. Ils fondent sur William de la Pole, comte de Suffolk le 30 ; lui et ses hommes chargent les anglais et les refoulent vers leur bastille voisine de Saint-Pouair, à l'extrémité nord de la ville assiégée. Le 4 mai, il accompagne Jeanne d'Arc et La Hire afin d'aller à la rencontre du convoi de Dunois amenant des vivres, qui arrive de Blois. Après cette jonction, la troupe rentre dans la ville d'Orléans et se décide quelques heures plus tard à prendre d'assaut la bastille Saint-Loup. Le combat est très disputé mais la bastille est prise ; les partisans du roi de France rentrent à Orléans après la bataille.

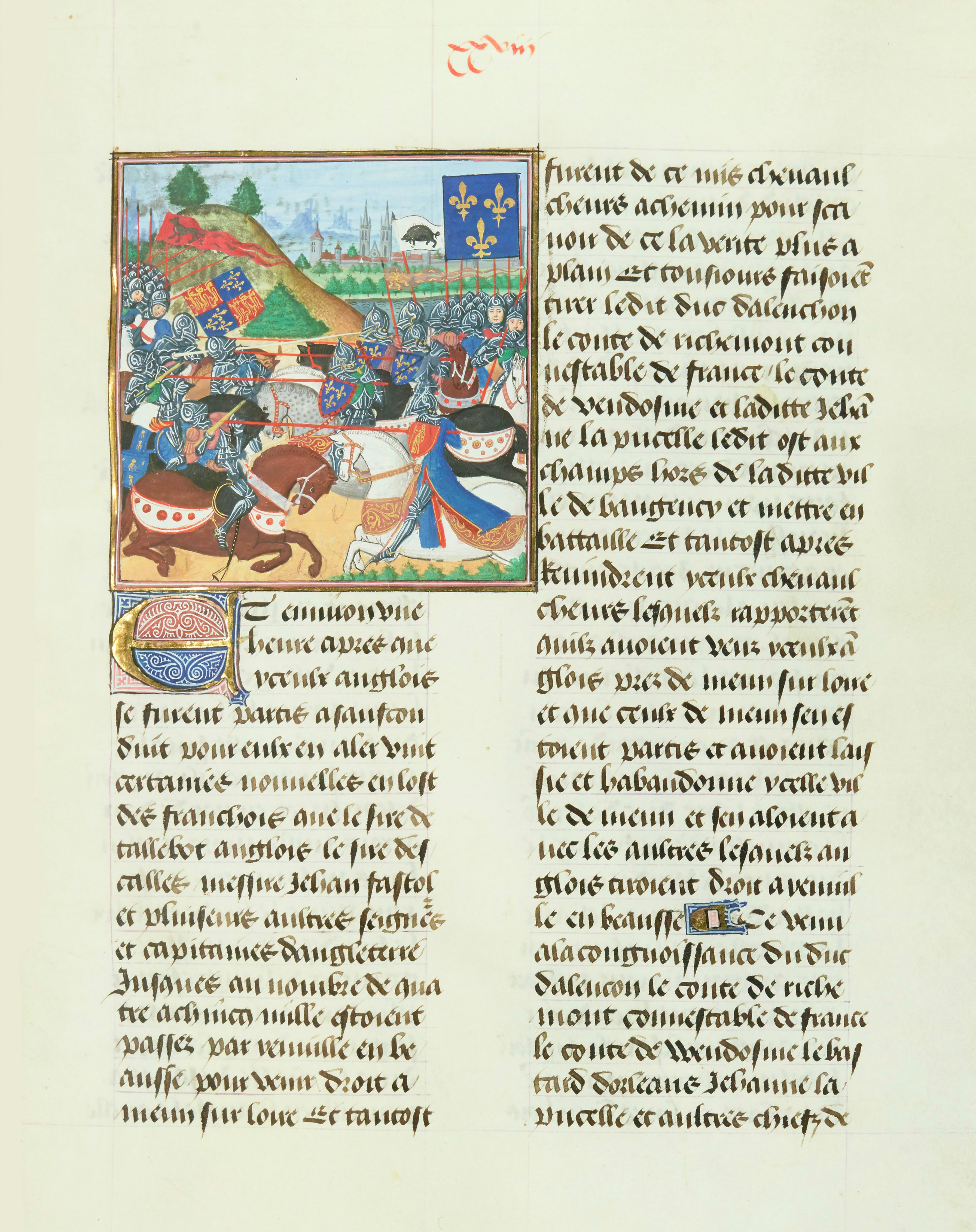
Enluminure ornant La Cronicque du temps de tres chrestien roy Charles, septisme de ce nom, roy de France par Jean Chartier,
Paris, BnF, département des manuscrits, Ms. Français 2691,, fin du XVe siècle.

Florent d'Illiers combat à Patay aux côtés de Jean de Dunois. Cette victoire française marque, pour une fois, une nette supériorité de la cavalerie lourde française sur l'archerie anglaise.
À une quinzaine de kilomètres d'Orléans, dans la petite bourgade de Jargeau, subsiste alors toujours une partie des troupes anglaises, commandée par William de La Pole. Il s'apprête à recevoir Jean de Lancastre accompagné de renforts. L'armée française forte de 2 000 hommes, commandée par Jean II d'Alençon, est bientôt rejointe par les compagnies de Jean de Dunois et Florent d'Illiers, alors capitaine de Châteaudun. La troupe d'Alençon se retrouve ainsi pourvue d'une force deux fois plus importante.

### Le sacre du roi à Reims
Après la campagne de la Loire qui octroie un ascendant notoire pour les Français, « Le roi de Bourges » est convaincu par la Pucelle et son conseil de lancer une expédition pour lui ouvrir la route de Reims, afin de le sacrer. Celle-ci se dégage peu à peu au rythme des batailles. Après la reddition de Troyes,  puis  celle  sans  combat  de  Châlons-sur-Marne, Charles et son armée prennent possession de la ville de Reims où le souverain se fit sacrer le 17 juillet 1429. Une fois sacré, le monarque récompense ses fidèles. Florent d'Illiers, reparti à Châteaudun après la bataille de Jargeau, fait partie des rémunérés.
« [...] A Monseigneur le Bastard d’Orléans et a Messire Fleurens d’Illiers chevaliers six vingt cinq livres tournois, c’est assavoir audit Monseigneur le Bastard soixante quinze livres tournois, et audit Messire Fleurens cinquante livres tournois, pour tout ladite somme de VI. XX. V l. tour[...] »

### Prise de Chartres

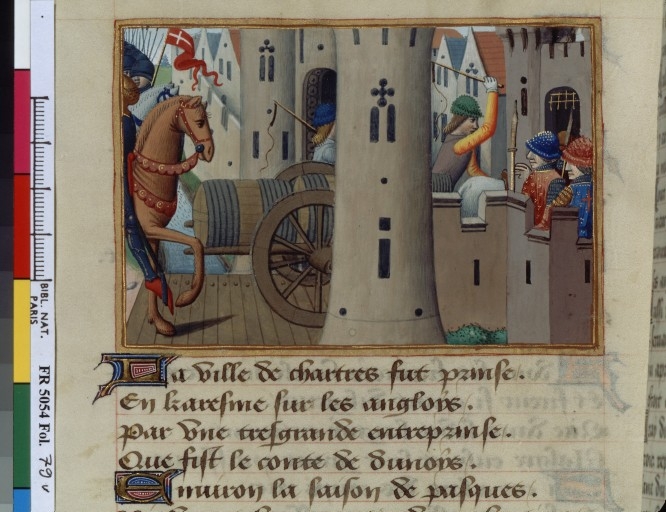
Prise de Chartres (1432) (Vigiles de Charles VII, Manuscrit Français 5054, fol. 79v).

L'assaut sur Chartres, le 20 avril 1432, est issu d'une ruse initiée par Dunois, La Hire, Raoul de Gaucourt et d'Illiers. Porte Saint-Michel, deux marchands, s'engagent avec des charrettes contenant du sel et bloquent la fermeture du pont-levis. Florent d'Illiers, et ses soldats, déguisés en  valet, se saisissent alors des armes dissimulées dans les tonneaux, puis jaillissent sur les  gardes. Quelques centaines d’hommes en armes, embusqués et dissimulés par le Bâtard d’Orléans et Florent d’Illiers, profitent de l’effet de surprise et pénètrent sans mal dans la ville. Assistés des soldats, Florent d'Illiers investit la ville avec la bannière du roi de France.
La garnison anglaise de la ville est surprise. Celle-ci assistant à un sermon d'un cordelier qui appartient à la ruse ne peut opposer aucune résistance. A contrario, Jean de Frétigny, évêque de Chartres, partisan du duc de Bourgogne, Philippe le Bon, et du roi d'Angleterre Henri VI, essayant de s'interposer est tué immédiatement. Après cette attaque rondement menée, Dunois entre dans la ville et Chartres est remise à l'obéissance du roi Charles VII. Le roi le nomme chambellan pour le service rendu.

### Des batailles éparses et lacampagne de Normandie (1449-1450)
En 1432, il défend Louviers, en 1435, il se distingue à la prise du Pont-de-Meulan, à la prise du château du Neubourg, ainsi qu'à celle du château de Beaumesnil, qui sera repris par la suite par les anglais. En 1449, Jean de Dunois et Philippe de Culant laissèrent Florent d'Illiers gouverneur du siège de Verneuil.

## Fin de vie, sépulture et succession

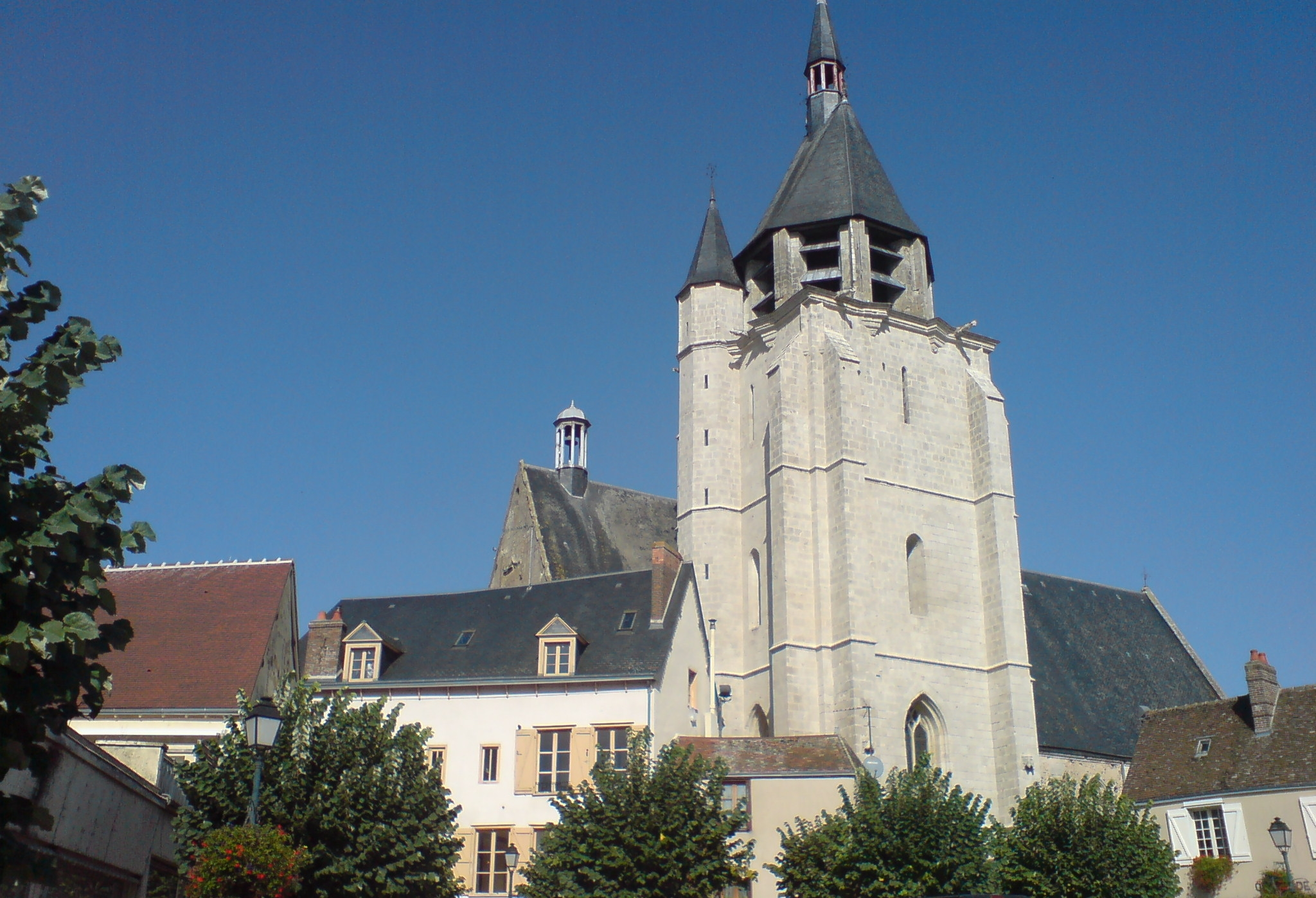
Église Saint-Jacques d'Illiers-Combray

Florent d'Illiers se retire des affaires du royaume à l'accession de Louis XI sur le trône. Il meurt en 1475 et c'est son frère Miles d'Illiers, évêque de Chartres, qui préside ses obsèques le 11 août de cette même année. Son corps est inhumé dans la toute nouvelle église Saint-Jacques d'Illiers dont il a initié la reconstruction. Il repose aux côtés de sa femme Jeanne de Coustes, devant l'autel dédié à la Vierge. Il ne subsiste actuellement aucune trace de cette sépulture.
Il eut avec son épouse neuf enfants. 
C'est son fils Jean d'Illiers qui prend la succession de la seigneurie d'Illiers. René d'Illiers devient en 1480 évêque de Chartres.

## Emblème et devises
D'or, à six annelets de gueules, 3, 2 et 1. Les devises de la famille sont « Aimes l'u(n)g l'autre », « Tout bien de Dieu », « Il plaist à Dieu », « Tout et à Dieu ».

## Hommages
Plusieurs villes portent le souvenir de Florent d'Illiers. Une avenue lui est dédiée à Châteaudun, et trois rues à Orléans, Chartres et Illiers-Combray.

### Sources primaires
- Jean Chartier, Chronique de Charles VII, roi de France : nouvelle édition, revue sur les manuscrits, suivie de divers fragments inédits, publiée avec notes, notices et éclaircissements par Vallet de Viriville, t. II, Paris, Pierre Jannet, 1858 (ii), IV-346 p. (lire en ligne) ;
- Paul Charpentier et Charles Cuissard ( éd.), Journal du siège d'Orléans, 1428-1429 : augmenté de plusieurs documents, notamment des comptes de ville, 1429-1431, Orléans, H. Herluison, 1896, 410 p. (lire en ligne).